# A Teacher (minissérie)
A Teacher é uma minissérie de drama estadunidense criada por Hannah Fidell com base em seu filme de mesmo nome. A série é estrelada por Kate Mara e Nick Robinson. Foi produzido pelo canal FX e estreou no serviço de streaming Hulu em 10 de novembro de 2020.

## Elenco

### Principal
- Kate Mara como Claire Wilson
- Nick Robinson como Eric Walker
- Ashley Zukerman como Matt Mitchell
- Shane Harper como Logan Davis
- Marielle Scott como Kathryn Sanders
- Dylan Schmid como Josh Smith
- Adam David Thompson como Nate Wilson
- Jana Peck como Victoria Davis
- Devon Bostick como Ryan

### Recorrente
- Rya Ingrid Kihlstedt como Sandy Walker
- Cameron Moulène como Cody
- Camila Perez como Alison Martinez
- Ciara Quinn Bravo como Mary Smith
- Charlie Zeltzer como Phil Walker
- M. C. Gainey como Wyatt Wilson

## Produção

### Desenvolvimento
Em fevereiro de 2014, foi revelado que o filme A Teacher de Hannah Fildell seria adaptado para a televisão pela HBO. Fidell iria escrever e produzir executivamente a série junto com Danny Brocklehurst. Kate Mara, que está estrelando a série, também estará no cargo de produtora executiva, enquanto Fidell também irá digirir a série, que será produzida na FX ao invés da HBO. Seguindo a conclusão da aquisição da 21st Century Fox pela Disney em março de 2019, a Walt Disney Company se tornou a maior acionista do Hulu e com a FX se tornando um dos bens adquiridos pela compra, foi anunciado em novembro de 2019 que a série seria estreada no Hulu ao invés da FX, como parte da "FX no Hulu". Keegan DeWitt compôs a trilha sonora da série.

### Elenco
Em agosto de 2018, foi anunciado que Kate Mara e Nick Robinson haviam sido selecionados para os papéis principais na série. Em setembro de 2019, Ashley Zuckerman, Marielle Scott, Shane Harper e Adam David Thompson se juntaram ao elenco com papéis regulares, enquanto Rya Kihlstedt, Camila Perez, Cameron Moulène e Ciara Bravo participaram com papéis recorrentes.

### Filmagem
As filmagens começaram em agosto de 2019, em Calgary, Alberta, e terminaram em 13 de outubro de 2019.

## Recepção
No Rotten Tomatoes a minissérie tem 72% de aprovação com base em 29 avaliações, com uma classificação média de 6,26/10. O consenso dos críticos do site diz: "Lindo, mas leve, as tentativas de A Teacher revelar sua história de advertência são admiráveis, mesmo que sua abordagem seja muito discreta para causar um impacto significativo".  O Metacritic deu à minissérie uma pontuação média ponderada de 68 de 100 com base em 24 críticas, indicando "críticas geralmente favoráveis".